# La Paz (Leyte)
Pour les articles homonymes, voir La Paz (homonymie).
La Paz est une municipalité de la province de Leyte, aux Philippines.

## Histoire
Dans les années 1870, un village appelé Cabadyangan a été formé et une chapelle y a été construite avant 1886. La chapelle s’appelait « rosaryohan ». Des missionnaires espagnols ont visité cet endroit pour enseigner la doctrine aux indigènes. Lorsque la question du nom officiel s’est posée, le peuple a choisi à l’unanimité le nom « La Paz », en l’honneur de leur patronne, Nuestra Señora De La Paz y Buen Viaje (Notre-Dame de la Paix et du Bon Voyage).
En 1903, La Paz est érigée en quartier de la ville de Burauen et trois dirigeants se sont rendus à Manille pour demander au gouvernement central d’élever La Paz au statut de municipalité. La Paz a été déclarée ville de quatrième classe en 1918. Les habitants ont alors procédé à leurs premières élections et ont élu Nicasio Vivero comme premier président municipal (maire) de La Paz.
Lors de la Seconde Guerre mondiale, les  forces japonaises envahissent La Paz en juillet 1942. Une compagnie de soldats occupe la ville avec sa garnison dans le bâtiment central de l’école. Harcelées par les  guérilleros, les troupes nipponnes ne resteront à La Paz que trois semaines. Cependant, un mois plus tard, d’autres troupes arrivent. Les Japonais abolissent alors les partis politiques existants et nomment un maire fantoche. En 1944, La Paz est libérée.
.

## Démographie et organisation
D’après le recensement de 2020, La Paz compte 19 174 habitants. La Paz est politiquement subdivisée en plusieurs barangays.